# Кінне пір'я
Кінне пір'я (англ. Horse Feathers) — американський комедійний мюзикл Нормана Маклеода 1932 року з братами Маркс в головній ролі.

## Сюжет
Професора Квінсі Едамса Вегстаффа призначають президентом Коледжу Хакслі, який не виграв жодного футбольного матчу із часу його заснування в 1888 році. Слідуючи пораді свого сина, Вегстафф намагається завербувати парочку професійних гравців, але через плутанину в панібратській розмові, помилково запрошує в команду собачого шкуродера і бутлегера. Як би то не було, Вегстафф доручає їм викрасти найкращих гравців з команди своїх старих супротивників з Коледжу Дарвіна, але, на жаль, у них нічого не виходить.

## У ролях
- Брати Маркс:
  - Граучо Маркс — Професор Вегстафф
  - Гарпо Маркс — Пінкі
  - Чіко Маркс — Баравелі
  - Зеппо Маркс — Френк Вагстафф
- Тельма Тодд — Конні Бейлі
- Девід Ландау — Дженнінгс
- Реджинальд Барлоу — скромний президент коледжу
- Боббі Барбер
- Вінс Барнетт